# You Look So Fine
You Look So Fine è il sesto singolo dei Garbage e l'ultimo del secondo album Version 2.0. È uscito nel maggio 1999.

## Distribuzione
Il video per You Look So Fine è stato realizzato dal fotografo Stéphane Sednaoui e presentato nell'aprile 1999.

## Classifiche
| Classifica (1999) | Posizione massima |
| ----------------- | ----------------- |
| Regno Unito       | 19                |
| Spagna            | 15                |

## Date di pubblicazione
| Data rilascio   | Paese       | Casa discografica   | Formato                       |
| --------------- | ----------- | ------------------- | ----------------------------- |
| 10 maggio 1999  | Regno Unito | Mushroom Records UK | Airplay                       |
| 24 maggio 1999  | Regno Unito | Mushroom Records UK | Musicassetta, 2×CD single set |
| 25 maggio 1999  | Europa      | BMG                 | CD maxi, CD single            |
| 7 giugno 1999   | Regno Unito | Mushroom Records UK | 3" CD                         |
| 6 dicembre 1999 | Australia   | White Records       | CD maxi                       |